# Tvangsauktion
Tvangsauktion er en tvungen offentlig auktion over fast ejendom eller løsøre, som afholdes af en fogedret på begæring af kreditorer, der har gjort udlæg eller pant i den faste ejendom eller løsøret. Ved en tvangsauktion vil deres krav blive helt eller delvist opfyldt. Tvangsauktioner afholdes i Danmark med hjemmel i Retsplejeloven.
Oftest er det huse, ejerlejligheder, sommerhuse, biler, motorcykler og diverse værdifulde genstande, der sælges på tvangsauktion, men det kan i princippet være hvad som helst.
De hæftelser, der ikke dækkes af auktionssummen bortfalder. Køberen overtager ejendommen eller løsøret uden hæftelser, men skyldnerens personlige hæftelse bortfalder ikke som følge af en tvangsauktion.
Antallet af tvangsauktioner ligger normalt på et stabilt niveau, men det er støt stigende i perioder med økonomisk krise. Rekorden i antallet af tvangsauktioner siden Danmarks Statistik begyndte at opgøre dem i 1979 er fra 1990, hvor der gennemsnitligt var 1.695 tvangsauktioner om måneden. I december 2008 var der 358 tvangsauktioner. Antallet af tvangsauktioner er siden faldet. Den årlige udvikling i Danmark vises i tabellen nedenfor.
| År   | Antal |
| ---- | ----- |
| 2012 | 5.130 |
| 2013 | 4.501 |
| 2014 | 3.499 |
| 2015 | 3.544 |
| 2016 | 2.818 |
| 2017 | 2.657 |
| 2018 | 2.774 |
| 2019 | 2.236 |
| 2020 | 2.112 |
| 2021 | 1.402 |
| 2022 | 1.382 |